# 郭同韓
郭 同韓（クァク・ドンハン、Gwak Dong Han、 1992年4月20日- ）は、大韓民国の浦項市出身の柔道選手。階級は90kg級。身長183cm。

## 人物
2013年のアジア選手権90kg級で2位になった。ユニバーシアードでは優勝している。2014年に地元で開催されたアジア大会では3位だったが団体戦では優勝を果たした。グランドスラム・東京では準々決勝で長澤憲大、準決勝でベイカー茉秋、決勝では西山大希と日本人選手を立て続けに破って優勝を飾った。2015年のアジア選手権で優勝すると地元で開催されたユニバーシアードでは2連覇を達成した。世界選手権では決勝でロシアのキリル・デニソフを技ありで破って優勝を飾った。続くグランプリ・チェジュでは3連覇を達成したが、2016年のリオデジャネイロオリンピックでは準決勝でジョージアのヴァルラーム・リパルテリアニに合技で敗れて銅メダルに終わった。2017年のユニバーシアードでは大会史上初となる個人戦3連覇を達成した。その直後に出場した世界選手権では3位だった。2018年のアジア大会では準決勝でオリンピックチャンピオンとなったベイカーに反則勝ちするなどして優勝した。世界団体では3位だった。2019年のグランドスラム・パリではオール一本勝ちで優勝した。アジアパシフィック柔道選手権では準々決勝で増山香補に技ありで敗れるなどして5位、団体戦でも決勝の日本戦で増山に反則負けしてチームは2位に終わった。2021年7月に日本武道館で開催された東京オリンピックでは3回戦で敗れた。
IJF世界ランキングは2010ポイント獲得で、5位(24/4/22現在)。

## 主な戦績
- 2010年 - 韓国ジュニア国際　2位
- 2011年 - 韓国ジュニア国際　3位
- 2012年 - ワールドカップ・ウランバートル　優勝
- 2012年 - ワールドカップ・チェジュ　2位
- 2013年 - アジア選手権　2位
- 2013年 - ユニバーシアード　優勝
- 2013年 - グランプリ・チェジュ 優勝
- 2014年 - グランドスラム・パリ　5位
- 2014年 - アジア大会　個人戦　3位　団体戦　優勝
- 2014年 - グランプリ・チェジュ　優勝
- 2014年 - グランドスラム・東京　優勝
- 2015年 - グランプリ・デュッセルドルフ　5位
- 2015年 - ヨーロッパオープン・ワルシャワ　優勝
- 2015年 - アジア選手権　優勝
- 2015年 - ユニバーシアード　個人戦　優勝　団体戦　2位
- 2015年 - 世界選手権 優勝
- 2015年 - 世界団体　2位
- 2015年 -　グランプリ・チェジュ　優勝
- 2015年 -　グランドスラム・東京　3位
- 2016年 -　グランドスラム・パリ　3位
- 2016年 - グランプリ・デュッセルドルフ　5位
- 2016年 - リオデジャネイロオリンピック 3位
- 2017年 -　グランドスラム・パリ　3位
- 2017年 -　ヨーロッパオープン・ローマ　3位
- 2017年 -　アジア選手権　5位
- 2017年 - ユニバーシアード　優勝
- 2017年 -　世界選手権　3位
- 2017年 -　世界団体　3位
- 2017年 -　ワールドマスターズ　2位
- 2018年 -　グランドスラム・パリ　5位
- 2018年 -　グランプリ・フフホト　優勝
- 2018年 - アジア大会　個人戦　優勝　団体戦　3位
- 2018年 -　世界団体　3位
- 2019年 - グランドスラム・パリ　優勝
- 2019年 - アジアパシフィック柔道選手権　個人戦　5位　団体戦　2位
- 2019年 -　グランドスラム・アブダビ　2位
- 2019年 - グランドスラム・大阪　3位
- 2020年 -　グランプリ・テルアビブ　優勝
- 2021年 -　アジア・オセアニア選手権　　個人戦　3位　団体戦　優勝
- 2023年 -　グランドスラム・東京　5位
- 2024年 - アジア選手権　3位

(出典、JudoInside.com)